# Megumi Sakata
Megumi Sakata (jap. 坂田 恵, Sakata Megumi; * 18. Oktober 1971 in Kumamoto) ist eine ehemalige japanische Fußballtorhüterin.

## Karriere

### Verein
Sie begann ihre Karriere bei Nissan FC Ladies, wo sie von 1990 bis 1993 spielte. 1994 folgte dann der Wechsel zu Prima Ham FC Kunoichi. Danach spielte er bei Tasaki Perule FC. 2002 beendete sie Spielerkarriere. 

### Nationalmannschaft
Sakata wurde 1989 in den Kader der japanischen Nationalmannschaft berufen und kam bei der Asienmeisterschaft der Frauen 1989 zum Einsatz. Sie wurde in den Kader der Weltmeisterschaft der Frauen 1991 und 1995 berufen. Insgesamt bestritt sie 10 Länderspiele für Japan.